# Antonia Petrova
Antonia Petrova Beredin (Антония Петрова Бередин en búlgar; Pàzardjik, 13 de maig de 1984) és una advocada, actriu i reina de la bellesa búlgara. Va ser guanyadora de Miss Bulgària el 2009. Va representar el seu país al certamen Miss Món 2009 que es va celebrar el desembre de 2009. Va coronar la seua successora com a Miss Bulgària, Romina Andonova, l'abril de 2010.
Gairebé immediatament després de guanyar la seua corona, Petrova Beredin va participar en el programa VIP Brother 3 a Bulgària. Va romandre 14 dies a la casa, fins que va decidir abandonar-la de forma voluntària.
Petrova ha estudiat dret a la Universitat d'Economia Nacional i Mundial.